# 福島県道17号郡山停車場線
福島県道17号郡山停車場線（ふくしまけんどう17ごう こおりやまていしゃじょうせん）は、福島県郡山市から須賀川市に至る県道（主要地方道）である。

## 概要
通称、駅前大通り（または駅前通り）・昭和通り。郡山駅と国道4号を繋ぐ。郡山駅入口交差点から南側の区間は、国道4号の旧道に当たる。

### 路線データ
- 全長：7.2365 km[要出典]
- 起点：郡山市駅前2丁目（郡山駅西口）
- 終点：須賀川市滑川 国道4号交点（十貫内交差点）[1]

### 道路施設
永盛橋
- 全長：48.1m
  - 主径間：11.5m
- 幅員：18.1m
- 形式：4径間PCプレテン桁橋[2]
- 竣工：1957年3月[3]
  - 郡山市安積荒井本町・南2丁目から安積1丁目に跨り、一級水系阿武隈川水系笹原川を渡る。国道4号の橋梁として建設され、現在は片側2車線で供用されている。

## 歴史
- 1954年（昭和29年）1月20日 - 建設省告示第16号が公布され、福島県道郡山停車場線が主要地方道郡山停車場線に指定される。
- 1964年（昭和39年）2月4日 - 国道4号・昭和通りまでの路線延伸に伴い福島県によって県道路線に認定される[4]。
- 1993年（平成5年）5月11日 - 建設省から、郡山駅から大町1丁目、国道4号郡山駅入口交差点に至る県道郡山停車場線が郡山停車場線として主要地方道に指定される[5]。
- 2016年（平成28年）4月1日 - あさか野バイパスと並行する国道4号の現道区間が国土交通省から福島県へ管理が移管されたことに伴い、大町1丁目の郡山駅入口交差点から南側の区間（須賀川市・十貫内交差点、あさか野バイパス起点まで）が当路線に編入された[6]。なお、県道認定自体は2015年11月24日に行われている[1]。

## 地理

### 通過する自治体
- 郡山市
- 須賀川市

### 交差する道路
郡山市内

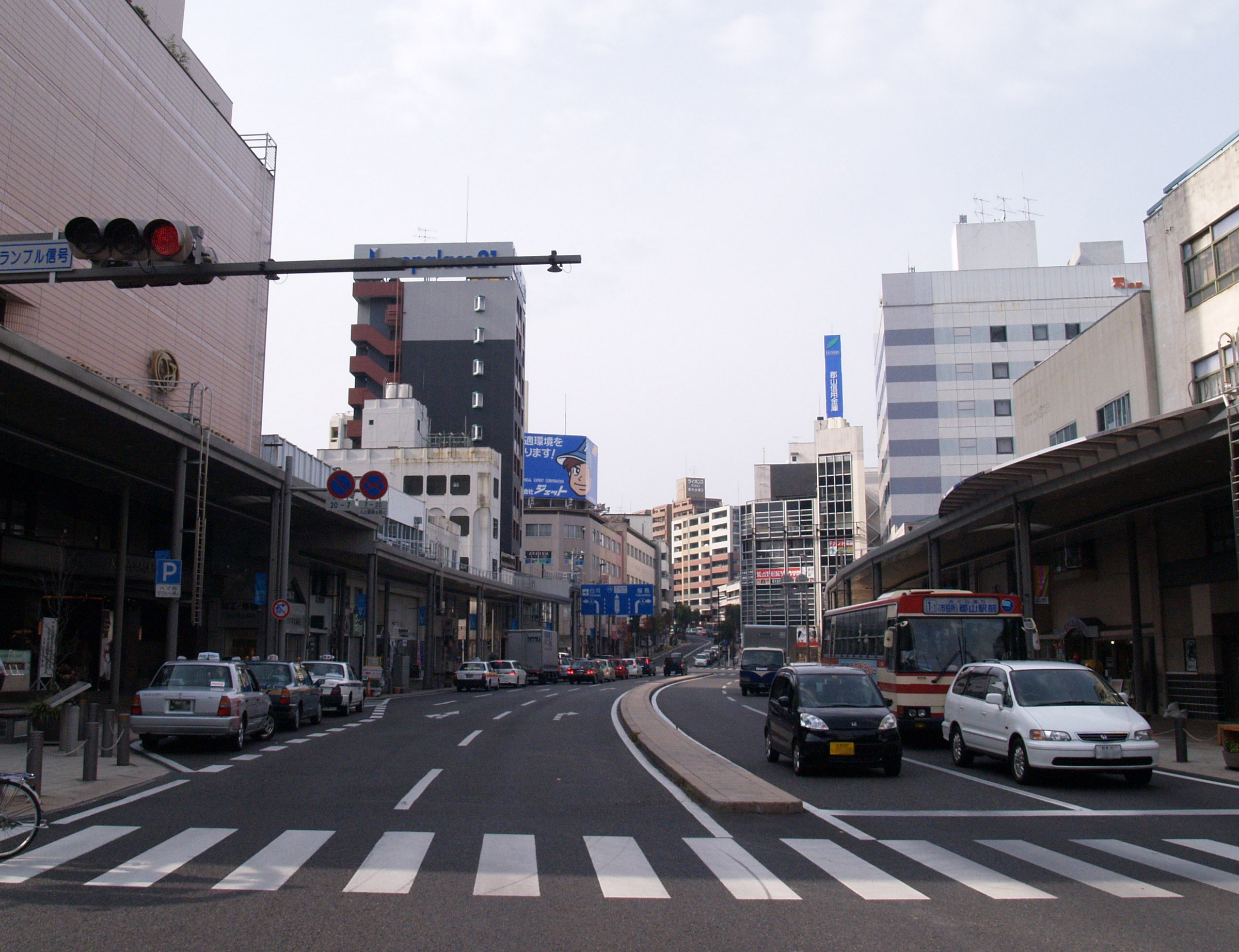
福島県道17号（県道須賀川二本松線との交点、2011年11月）

- 福島県道355号須賀川二本松線（郡山市大町1丁目）
- 福島県道142号河内郡山線・福島県道57号郡山大越線（郡山駅入口交差点）
- 福島県道65号小野郡山線・福島県道6号郡山湖南線（郡山市中町、消防署南交差点）
- 国道49号（郡山市図景、郡山警察署前交差点）
- 福島県道109号安積長沼線（郡山市安積町笹川目光池西、安積保養園前交差点）

須賀川市内
- 国道4号（終点・十貫内交差点）

### 沿線にある施設など
- JR東北本線・磐越西線・磐越東線 郡山駅
- 郡山消防署
- 郡山健康科学専門学校
- 郡山警察署
- ビッグパレットふくしま
- フレスポ郡山
- あさかホスピタル